# Johann Gottfried Bernhard Bach
Johann Gottfried Bernhard Bach (Weimar, 11 maggio 1715 – Jena, 27 maggio 1739) è stato un organista tedesco, figlio del celebre compositore Johann Sebastian Bach.

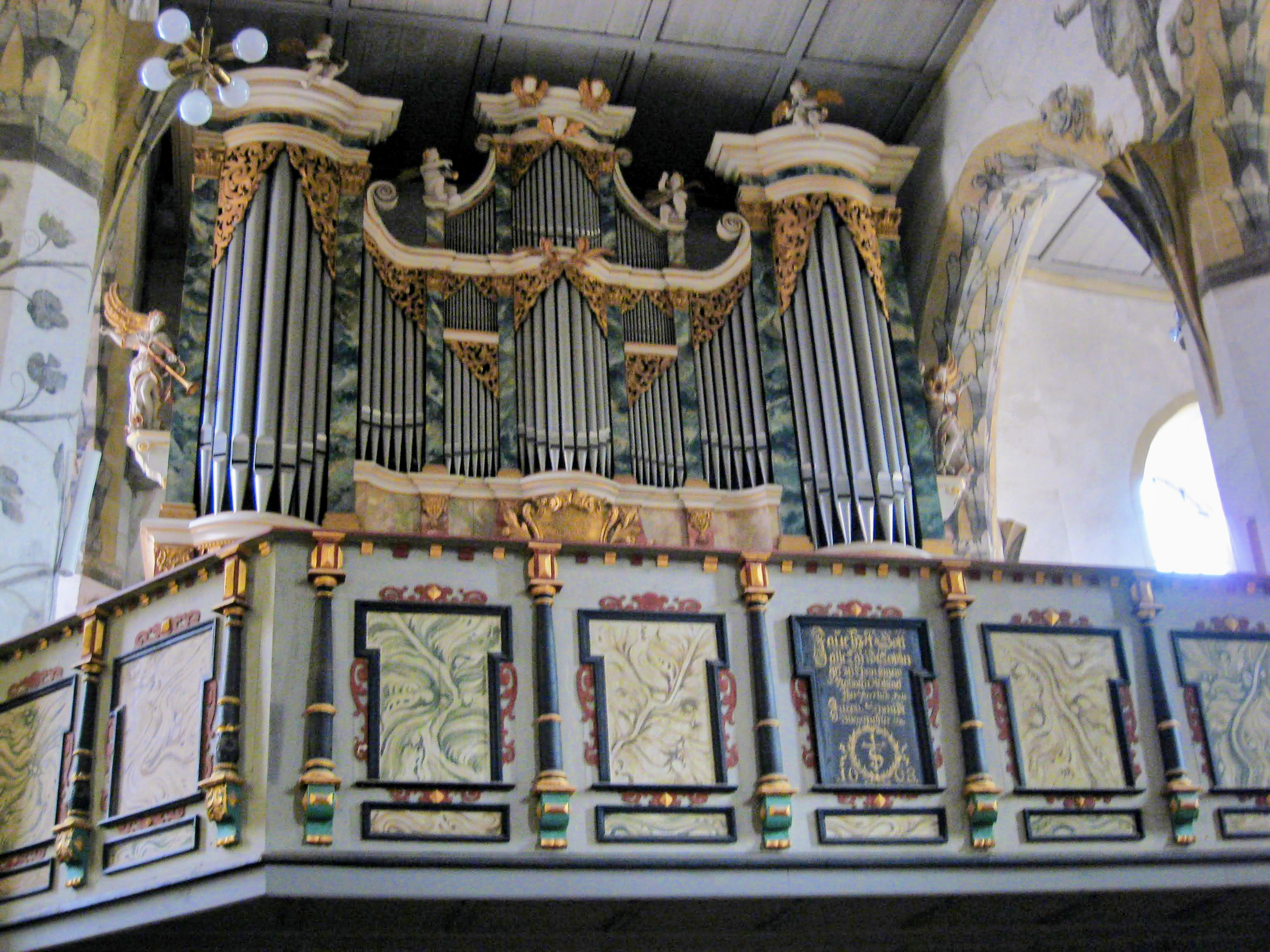
Organo della chiesa di Saint Jacob a Sangerhausen

Venne nominato organista della Jakobikirche, a Sangerhausen, il 4 aprile 1737, ma nel 1738 fuggì dopo aver contratto dei debiti e morì il 27 maggio 1739, all'età di 24 anni.
Sesto dei venti figli che J.S.Bach ebbe nella vita, Johann Gottfried Bernhard fu l'unico a morire in età adulta prima del padre (gli altri otto che non sopravvissero non avevano superato i quattro anni)